# بانک الله‌آباد
بانک الله‌آباد (انگلیسی: Allahabad Bank) شرکت خدمات مالی و بانکداری هندی است، که در سال ۱۸۶۵ تأسیس شد.